# Булавин (река)
Булавин (устар. Баловин и Болавин; Булавина; укр. Булави́н) — река в Луганской и Донецкой областях Украины, берущая начало в районе города Дебальцево. Протяжённость — 39 км. Площадь водосборного бассейна — 334 км². Сливаясь с рекой Садки образует Крынку. Имеет 40 притоков. Основные притоки — реки Скелевая и Ольховатка.

## Населённые пункты
Город Дебальцево (исток в южных окрестностях), Ильинка, Ольховатка, Камышатка, Булавинское, Прибрежное, Еленовка, город Енакиево, Авиловка, Шапошниково, Щебёнка, Верхняя Крынка.

## Гидрография
Близ города Енакиева на реке имеется питьевое водохранилище Волынцевское, площадью более 3 км². На побережье водохранилища располагается лесной заказник местного значения — Урочище Россоховатое. Слияние реки Булавин с рекой Садки образует реку Крынку (бассейн реки Миус). На участке от истока до посёлка Ильинка река Булавин образует границу между Донецкой и Луганской областями.

## Происхождение названия
Начиная с XVIII века речка Булавин (Болавин) фигурирует на топографических картах России. Название, предположительно, дано донскими казаками.
Река Булавин описана в рассказе известного писателя Александра Куприна «На реке». По Куприну, название реки связано с именем бахмутского атамана казаков Кондратия Булавина, восставшего в 1708 году против царя Петра I — из-за притеснений казаков.
Имеется и более научная версия происхождения названия: «Словарь народных географических терминов» (1984) Э. М. Мурзаева и Этимологические словари русского языка содержит слово баловина — «мелкое озерцо». Поскольку имеется старинный вариант названия реки — Баловин, Болавин («болотный водоток») — название может означать «застойная заболоченная речка».

## Роль в истории
В XVIII веке по речкам Булавин и Ольховатка была установлена граница между казачьими землями Войска Донского и Екатеринославской губернией.